# 1862년 미국 하원의원 선거
1862년 미국 하원의원 선거는 1862년 미국에서 치러진 하원의원 선거로, 남북전쟁 중 치러졌다.

## 선거 결과
| 정당       | 의석수 |
| ---------- | ------ |
| 공화당     | 86석   |
| 민주당     | 72석   |
| 입헌통일당 | 25석   |
| 무소속     | 2석    |
| 합계       | 185석  |